# It Can't Be True!
It Can't Be True! è un cortometraggio muto del 1916 sceneggiato e diretto da Craig Hutchinson.

## Produzione
Il film fu prodotto dalla Powers Picture Plays.

## Distribuzione
Distribuito dall'Universal Film Manufacturing Company, il film uscì nelle sale cinematografiche USA il 1º giugno 1916.